# Hoyerberg
Hoyerberg (auch: Hinterhoyerberg, mundartlich: Hojərberg) ist ein Gemeindeteil der Gemeinde Bodolz im bayerisch-schwäbischen Landkreis Lindau (Bodensee). 

## Geographie

### Lage
Das Dorf liegt am gleichnamigen Moränenhügel, circa einen Kilometer südöstlich des Hauptorts Bodolz. Im Süden und Westen grenzt Hoyerberg an den Gemeindeteil Enzisweiler und im Osten an den Lindauer Stadtteil Hoyren. Die Bahnstrecke Buchloe–Lindau verläuft am Ort vorbei.

## Geschichte
Hoyerberg wurde erstmals urkundlich im Jahr 1356 als Horaýerberg erwähnt. Der Ortsname bezieht sich auf den Berg bei Hoyren. Im Jahr 1812 wurde in Hinterhayerberg ein Haus gezählt.

## Sehenswürdigkeiten
Unmittelbar angrenzend an den Gemeindeteil liegt im Lindauer Stadtteil Hoyren das Hoyerbergschlössle.